# Lulep Juksaure
Lulep Juksaure är en sjö i Jokkmokks kommun i Lappland och ingår i Luleälvens huvudavrinningsområde. Sjön har en area på 0,874 kvadratkilometer och ligger 371,9 meter över havet.

## Delavrinningsområde
Lulep Juksaure ingår i det delavrinningsområde (739520-165151) som SMHI kallar för Utloppet av Lulep Juksaure. Medelhöjden är 399 meter över havet och ytan är 7,28 kvadratkilometer. Räknas de 7 avrinningsområdena uppströms in blir den ackumulerade arean 97,33 kvadratkilometer. Nårvejåkkå (Laddonbäcken) som avvattnar avrinningsområdet har biflödesordning 4, vilket innebär att vattnet flödar genom totalt 4 vattendrag innan det når havet efter 224 kilometer. Avrinningsområdet består mestadels av skog (81 procent). Avrinningsområdet har 0,99 kvadratkilometer vattenytor vilket ger det en sjöprocent på 13,6 procent.